# Pierre Birette
 Der Pierre Birette, auch Coeur de Birette, Rocher du diable' oder Polissoir Pierre du Diable ist ein herzförmiger Stein mit  Wetzrillen in den Gärten des Schlosses Le Grand-Pressigny in Le Grand-Pressigny bei Châtellerault im Département Indre-et-Loire in Frankreich. Er wurde 1954 aus Le Petit Pressigny in die Nähe des Grand-Pressigny Musée de la Préhistoire versetzt.
Der Stein weist auf der Oberfläche acht teilweise parallele, für neolithisch angesehene Wetzrillen auf. Es wird angenommen, dass die Rillen entstanden, als Beilklingen an dem Stein geschärft wurden.
In der Nähe liegt die Feuersteinmine Le Grand-Pressigny.
Der Pierre Birette wurde 1912 unter Schutz gestellt, als er noch in der Garenne des Bordes auf dem Gemeindegebiet von Le Petit-Pressigny lag. Von den in Frankreich bekannten ortsfesten Steinen mit Wetzrillen oder Schleifwannen stehen 66 als monuments historiques unter Denkmalschutz.